# Іллілоетт
Водоспади Іллілоетт (англ. Illilouette Fall) — водоспад, розташований в маленькому каньйоні біля долини Йосеміті, напроти водоспаду Вернал і видимий від стежки до водоспадів Вернал та Невада. Також добре видимий зі стежки до Сьєрра-поїнту, яка раніше проходила на протилежній стороні каньйону, але зараз покинута. Доступний для огляду з долини Йосеміті.